# 4 Hours of Spa-Francorchamps 2023

Tor Circuit de Spa-Francorchamps

4 Hours of Spa-Francorchamps 2023 – długodystansowy wyścig samochodowy, który odbył się 24 września 2023 roku na torze Circuit de Spa-Francorchamps. Był on czwartą rundą sezonu 2023 serii European Le Mans Series.

## Uczestnicy
Lista startowa została opublikowana 13 września i zawierała 41 zgłoszeń – 7 w klasie LMP2, 10 w klasie LMP2 Pro/Am oraz po 12 w klasach LMP3 i LMGTE. W porównaniu do poprzedniej rundy zabrakło auta #23 United Autosports USA, które z powodu kontuzji Jima McGuire'a zostało wycofane z udziału w ostatnich wyścigach sezonu.
Alessio Rovera pozostał w składzie #83 AF Corse, po tym jak podczas poprzedniej rundy zastąpił Bena Barnicoata. Podobnie Bent Viscaal kontynuował jazdę w załodze #20 Algarve Pro Racing po tym jak Jack Hawksworth opuścił poprzedni wyścig na torze Aragón. Nelson Piquet Jr. powrócił do ścigania w aucie #21 United Autosports USA. Tom van Rompuy ponownie pojechał w składzie załogi #3 DKR Engineering. François Heriau dołączył do Glenna van Berlo w obsadzie auta #10 Eurointernational. Daniel Serra dołączył do obsady auta #57 Kessel Racing.

## Harmonogram
| Dzień                  | Godzina | Sesja                                   | Długość   |
| ---------------------- | ------- | --------------------------------------- | --------- |
| Środa, 20 września     | 9:00    | Pierwsza sesja testowa                  | 115 minut |
| Środa, 20 września     | 13:00   | Druga sesja testowa                     | 175 minut |
| Piątek, 22 września    | 11:00   | Pierwsza sesja treningowa               | 90 minut  |
| Piątek, 22 września    | 14:45   | Sesja dla kierowców z brązową kategorią | 30 minut  |
| Sobota, 23 września    | 10:15   | Druga sesja treningowa                  | 90 minut  |
| Sobota, 23 września    | 14:05   | Sesja kwalifikacyjna – LMGTE            | 15 minut  |
| Sobota, 23 września    | 14:30   | Sesja kwalifikacyjna – LMP3             | 15 minut  |
| Sobota, 23 września    | 14:55   | Sesja kwalifikacyjna – LMP2 Pro/Am      | 15 minut  |
| Sobota, 23 września    | 15:20   | Sesja kwalifikacyjna – LMP2             | 15 minut  |
| Niedziela, 24 września | 11:30   | Wyścig                                  | 4 godziny |
| Źródło                 |         |                                         |           |

## Sesje treningowe
| Klasa                                   | Zespół                        | Samochód                 | Czas           | Okr.           |
| Sesja pierwsza                          | Sesja pierwsza                | Sesja pierwsza           | Sesja pierwsza | Sesja pierwsza |
| --------------------------------------- | ----------------------------- | ------------------------ | -------------- | -------------- |
| LMP2                                    | #22 United Autosports USA     | Oreca 07                 | 2:05,030       | 36             |
| LMP2 Pro/Am                             | #37 COOL Racing               | Oreca 07                 | 2:05,060       | 36             |
| LMP3                                    | #31 Racing Spirit of Léman    | Ligier JS P320           | 2:12,789       | 31             |
| LMGTE                                   | #60 Iron Lynx                 | Porsche 911 RSR-19       | 2:16,741       | 31             |
| Sesja dla kierowców z brązową kategorią |                               |                          |                |                |
| LMP2 Pro/Am                             | #34 Racing Team Turkey        | Oreca 07                 | 2:06,415       | 13             |
| LMP3                                    | #12 WTM by Rinaldi Racing     | Duqueine M30 – D08       | 2:14,096       | 13             |
| LMGTE                                   | #72 TF Sport                  | Aston Martin Vantage AMR | 2:19,294       | 12             |
| Sesja druga                             |                               |                          |                |                |
| LMP2                                    | #43 Inter Europol Competition | Oreca 07                 | 2:04,530       | 32             |
| LMP2 Pro/Am                             | #21 United Autosports USA     | Oreca 07                 | 2:05,630       | 31             |
| LMP3                                    | #8 Team Virage                | Ligier JS P320           | 2:12,212       | 26             |
| LMGTE                                   | #60 Iron Lynx                 | Porsche 911 RSR-19       | 2:17,096       | 27             |

## Kwalifikacje
Pole position w każdej kategorii oznaczone jest pogrubieniem.
| Poz.   | Klasa       | Zespół                        | Kierowca              | Czas     | Strata  | Poz. s. |
| ------ | ----------- | ----------------------------- | --------------------- | -------- | ------- | ------- |
| 1      | LMP2        | #25 Algarve Pro Racing        | Alexander Lynn        | 2:03,564 | —       | 1       |
| 2      | LMP2        | #22 United Autosports USA     | Philip Hanson         | 2:03,672 | +0,108  | 2       |
| 3      | LMP2        | #28 IDEC Sport                | Laurents Hörr         | 2:03,789 | +0,225  | 3       |
| 4      | LMP2        | #30 Duqueine Team             | René Binder           | 2:04,197 | +0,633  | 4       |
| 5      | LMP2        | #43 Inter Europol Competition | Jonathan Aberdein     | 2:04,211 | +0,647  | 5       |
| 6      | LMP2        | #65 Panis Racing              | Job van Uitert        | 2:04,350 | +0,786  | 6       |
| 7      | LMP2        | #47 COOL Racing               | Władisław Łomko       | 2:05,013 | +1,449  | 7       |
| 8      | LMP2 Pro/Am | #34 Racing Team Turkey        | Salih Yoluç           | 2:05,221 | +1,657  | 8       |
| 9      | LMP2 Pro/Am | #99 Proton Competition        | Giorgio Roda          | 2:05,874 | +2,310  | 9       |
| 10     | LMP2 Pro/Am | #3 DKR Engineering            | Tom van Rompuy        | 2:07,112 | +3,548  | 10      |
| 11     | LMP2 Pro/Am | #37 COOL Racing               | Alexandre Coigny      | 2:07,307 | +3,743  | 11      |
| 12     | LMP2 Pro/Am | #24 Nielsen Racing            | Rodrigo Sales         | 2:07,852 | +4,288  | 12      |
| 13     | LMP2 Pro/Am | #19 Team Virage               | Alexander Mattschull  | 2:07,977 | +4,413  | 16      |
| 14     | LMP2 Pro/Am | #83 AF Corse                  | François Perrodo      | 2:08,104 | +4,540  | 13      |
| 15     | LMP2 Pro/Am | #21 United Autosports USA     | Daniel Schneider      | 2:08,483 | +4,919  | 14      |
| 16     | LMP2 Pro/Am | #81 DragonSpeed USA           | Henrik Hedman         | 2:09,700 | +6,136  | 15      |
| 17     | LMP3        | #8 Team Virage                | Manuel Espirito Santo | 2:11,285 | +7,721  | 17      |
| 18     | LMP2 Pro/Am | #20 Algarve Pro Racing        | Fred Poordad          | 2:11,461 | +7,897  | 18      |
| 19     | LMP3        | #7 Nielsen Racing             | Ryan Harper-Ellam     | 2:11,630 | +8,066  | 19      |
| 20     | LMP3        | #10 Eurointernational         | Glenn van Berlo       | 2:11,943 | +8,379  | 20      |
| 21     | LMP3        | #17 COOL Racing               | Marcos Siebert        | 2:11,978 | +8,414  | 21      |
| 22     | LMP3        | #31 Racing Spirit of Léman    | Antoine Doquin        | 2:12,064 | +8,500  | 22      |
| 23     | LMP3        | #11 Eurointernational         | Adam Ali              | 2:12,124 | +8,560  | 23      |
| 24     | LMP3        | #13 Inter Europol Competition | Wyatt Brichacek       | 2:12,520 | +8,956  | 24      |
| 25     | LMP3        | #15 RLR MSport                | Gael Julien           | 2:12,523 | +8,959  | 25      |
| 26     | LMP3        | #4 DKR Engineering            | James Winslow         | 2:12,574 | +9,010  | 26      |
| 27     | LMP3        | #35 Ultimate                  | Matthieu Lahaye       | 2:12,856 | +9,292  | 27      |
| 28     | LMP3        | #5 RLR MSport                 | Valdemar Eriksen      | 2:13,328 | +9,764  | 28      |
| 29     | LMGTE       | #16 Proton Competition        | Ryan Hardwick         | 2:17,385 | +13,821 | 29      |
| 30     | LMGTE       | #72 TF Sport                  | Arnold Robin          | 2:18,039 | +14,475 | 30      |
| 31     | LMGTE       | #66 JMW Motorsport            | Martin Berry          | 2:18,362 | +14,798 | 31      |
| 32     | LMGTE       | #44 GMB Motorsport            | Jens Reno Møller      | 2:18,436 | +14,872 | 32      |
| 33     | LMGTE       | #93 Proton Competition        | Michael Fassbender    | 2:18,568 | +15,004 | 33      |
| 34     | LMGTE       | #55 Spirit of Race            | Duncan Cameron        | 2:18,817 | +15,253 | 34      |
| 35     | LMGTE       | #50 Formula Racing            | Johnny Laursen        | 2:18,914 | +15,350 | 35      |
| 36     | LMGTE       | #57 Kessel Racing             | Takeshi Kimura        | 2:18,919 | +15,355 | 36      |
| 37     | LMGTE       | #77 Proton Competition        | Christian Ried        | 2:19,002 | +15,438 | 37      |
| 38     | LMGTE       | #51 AF Corse                  | Kriton Lentoudis      | 2:20,341 | +16,777 | 38      |
| 39     | LMGTE       | #60 Iron Lynx                 | Claudio Schiavoni     | 2:20,658 | +17,094 | 39      |
| 40     | LMGTE       | #95 TF Sport                  | John Hartshorne       | 2:20,811 | +17,247 | 40      |
| DK     | LMP3        | #12 WTM by Rinaldi Racing     | Oscar Tunjo           | 2:10,554 | +6,990  | –       |
| Źródła |             |                               |                       |          |         |         |

1. ↑  Załoga #19 Team Virage została ukarana przesunięciem o trzy miejsca na starcie za przeszkodzenie autu #24 Nielsen Racing[13].
2. ↑  Załoga #12 WTM by Rinaldi Racing została wykluczona z udziału w wyścigu, ponieważ Torsten Kratz, kierowca kategorii brązowej, nie wziął udziału ani w sesjach treningowych, ani w kwalifikacyjnej co było niezgodne z regulaminem[14].

## Wyścig

### Wyniki
Minimum do bycia sklasyfikowanym (70 procent dystansu pokonanego przez zwycięzców wyścigu) wyniosło 61 okrążeń. Zwycięzcy klas są oznaczeni pogrubieniem.
| Poz.              | Klasa       | Zespół                        | Kierowcy                                            | Samochód                 | Opony | Okr. | Czas/Strata  |
| ----------------- | ----------- | ----------------------------- | --------------------------------------------------- | ------------------------ | ----- | ---- | ------------ |
| 1                 | LMP2        | #25 Algarve Pro Racing        | Kyffin Simpson James Allen Alexander Lynn           | Oreca 07                 | G     | 88   | 4:00:13,458  |
| 2                 | LMP2 Pro/Am | #37 COOL Racing               | Alexandre Coigny Malthe Jakobsen Nicolas Lapierre   | Oreca 07                 | G     | 88   | +1,811       |
| 3                 | LMP2 Pro/Am | #34 Racing Team Turkey        | Salih Yoluç Charlie Eastwood Louis Delétraz         | Oreca 07                 | G     | 88   | +5,674       |
| 4                 | LMP2 Pro/Am | #21 United Autosports USA     | Daniel Schneider Andrew Meyrick Nelson Piquet Jr.   | Oreca 07                 | G     | 88   | +6,431       |
| 5                 | LMP2 Pro/Am | #83 AF Corse                  | François Perrodo Matthieu Vaxivière Alessio Rovera  | Oreca 07                 | G     | 88   | +7,033       |
| 6                 | LMP2 Pro/Am | #19 Team Virage               | Alexander Mattschull Ian Rodríguez Tatiana Calderón | Oreca 07                 | G     | 88   | +9,238       |
| 7                 | LMP2 Pro/Am | #20 Algarve Pro Racing        | Fred Poordad Tristan Vautier Bent Viscaal           | Oreca 07                 | G     | 88   | +11,178      |
| 8                 | LMP2        | #65 Panis Racing              | Job van Uitert Manuel Maldonado Tijmen van der Helm | Oreca 07                 | G     | 88   | +31,808      |
| 9                 | LMP2        | #47 COOL Racing               | Władisław Łomko Reshad de Gerus José María López    | Oreca 07                 | G     | 88   | +48,302      |
| 10                | LMP2 Pro/Am | #81 DragonSpeed USA           | Henrik Hedman Sebastián Montoya Juan Pablo Montoya  | Oreca 07                 | G     | 88   | +49,343      |
| 11                | LMP2 Pro/Am | #3 DKR Engineering            | Tom van Rompuy Sebastián Álvarez Nathanaël Berthon  | Oreca 07                 | G     | 88   | +1:07,298    |
| 12                | LMP2        | #28 IDEC Sport                | Paul Lafargue Paul-Loup Chatin Laurents Hörr        | Oreca 07                 | G     | 87   | +1 okrążenie |
| 13                | LMP2        | #22 United Autosports USA     | Marino Sato Philip Hanson Oliver Jarvis             | Oreca 07                 | G     | 86   | +2 okrążenia |
| 14                | LMP3        | #17 COOL Racing               | Adrien Chila Marcos Siebert Alejandro García        | Ligier JS P320           | M     | 86   | +2 okrążenia |
| 15                | LMP3        | #13 Inter Europol Competition | Miguel Cristóvão Kai Askey Wyatt Brichacek          | Ligier JS P320           | M     | 86   | +2 okrążenia |
| 16                | LMP3        | #11 Eurointernational         | Matthew Richard Bell Adam Ali                       | Ligier JS P320           | M     | 86   | +2 okrążenia |
| 17                | LMP3        | #5 RLR MSport                 | James Dayson Valdemar Eriksen Jack Manchester       | Ligier JS P320           | M     | 86   | +2 okrążenia |
| 18                | LMGTE       | #60 Iron Lynx                 | Claudio Schiavoni Matteo Cressoni Matteo Cairoli    | Porsche 911 RSR-19       | G     | 86   | +2 okrążenia |
| 19                | LMP3        | #8 Team Virage                | Michael Jensen Nick Adcock Manuel Espirito Santo    | Ligier JS P320           | M     | 86   | +2 okrążenia |
| 20                | LMP3        | #15 RLR MSport                | Horst Felbermayr Gael Julien Mateusz Kaprzyk        | Ligier JS P320           | M     | 86   | +2 okrążenia |
| 21                | LMGTE       | #50 Formula Racing            | Johnny Laursen Conrad Laursen Nicklas Nielsen       | Ferrari 488 GTE Evo      | G     | 86   | +2 okrążenia |
| 22                | LMGTE       | #16 Proton Competition        | Ryan Hardwick Zacharie Robichon Alessio Picariello  | Porsche 911 RSR-19       | G     | 86   | +2 okrążenia |
| 23                | LMGTE       | #51 AF Corse                  | Kriton Lentoudis Rui Águas Ulysse de Pauw           | Ferrari 488 GTE Evo      | G     | 86   | +2 okrążenia |
| 24                | LMGTE       | #57 Kessel Racing             | Takeshi Kimura Gregory Huffaker II Daniel Serra     | Ferrari 488 GTE Evo      | G     | 86   | +2 okrążenia |
| 25                | LMGTE       | #72 TF Sport                  | Arnold Robin Maxime Robin Valentin Hasse-Clot       | Aston Martin Vantage AMR | G     | 86   | +2 okrążenia |
| 26                | LMGTE       | #55 Spirit of Race            | Duncan Cameron David Perel Matthew Griffin          | Ferrari 488 GTE Evo      | G     | 86   | +2 okrążenia |
| 27                | LMGTE       | #77 Proton Competition        | Christian Ried Giammarco Levorato Julien Andlauer   | Porsche 911 RSR-19       | G     | 86   | +2 okrążenia |
| 28                | LMP2        | #30 Duqueine Team             | Nicolás Pino René Binder Neel Jani                  | Oreca 07                 | G     | 85   | +3 okrążenia |
| 29                | LMGTE       | #95 TF Sport                  | John Hartshorne Ben Tuck Jonathan Adam              | Aston Martin Vantage AMR | G     | 85   | +3 okrążenia |
| 30                | LMP3        | #4 DKR Engineering            | Alexander Bukhantsov James Winslow Pedro Perino     | Duqueine M30 – D08       | M     | 79   | +9 okrążeń   |
| 31                | LMP3        | #31 Racing Spirit of Léman    | Jacques Wolff Jean-Ludovic Foubert Antoine Doquin   | Ligier JS P320           | M     | 76   | +12 okrążeń  |
| Niesklasyfikowani |             |                               |                                                     |                          |       |      |              |
|                   | LMP3        | #35 Ultimate                  | Eric Trouillet Matthieu Lahaye Jean-Baptiste Lahaye | Ligier JS P320           | M     | 83   |              |
|                   | LMP2        | #43 Inter Europol Competition | Rui Andrade Olli Caldwell Jonathan Aberdein         | Oreca 07                 | G     | 81   |              |
|                   | LMP2 Pro/Am | #24 Nielsen Racing            | Rodrigo Sales Ben Hanley Mathias Beche              | Oreca 07                 | G     | 75   |              |
|                   | LMGTE       | #44 GMB Motorsport            | Jens Reno Møller Gustav Birch Nicki Thiim           | Aston Martin Vantage AMR | G     | 64   |              |
|                   | LMP3        | #10 Eurointernational         | François Heriau Glenn van Berlo                     | Ligier JS P320           | M     | 55   |              |
|                   | LMGTE       | #66 JMW Motorsport            | Martin Berry Lorcan Hanafin Jon Lancaster           | Ferrari 488 GTE Evo      | G     | 35   |              |
|                   | LMGTE       | #93 Proton Competition        | Michael Fassbender Martin Rump Richard Lietz        | Porsche 911 RSR-19       | G     | 34   |              |
|                   | LMP3        | #7 Nielsen Racing             | Anthony Wells Ryan Harper-Ellam                     | Ligier JS P320           | M     | 31   |              |
|                   | LMP2 Pro/Am | #99 Proton Competition        | Giorgio Roda Jonas Ried Gianmaria Bruni             | Oreca 07                 | G     | 30   |              |

1. ↑  Załoga #34 Racing Team Turkey otrzymała karę czasową w wysokości 2 sekund za zbyt szybkie przyspieszenie podczas neutralizacji Full Course Yellow[21].
2. ↑  Załoga #83 AF Corse otrzymała karę czasową w wysokości 4 sekund za zbyt szybkie przyspieszenie podczas neutralizacji Full Course Yellow[17].
3. ↑  Załoga #81 DragonSpeed USA otrzymała karę czasową w wysokości 10 sekund za niebezpieczne wypuszczenie auta w alei serwisowej i spowodowanie kolizji z autem #16 Proton Competition[16].
4. ↑  Załoga #16 Proton Competition otrzymała karę czasową w wysokości 10 sekund za zbyt szybkie przyspieszenie podczas neutralizacji Full Course Yellow[20].
5. ↑  Załoga #77 Proton Competition otrzymała dwie kary czasowe w wysokości 30 sekund każda za wielokrotne przekraczanie limitów toru oraz za spowodowanie kolizji z autem #35 Ultimate[18][19].

### Statystyki

#### Najszybsze okrążenie
| Klasa       | Kierowca             | Zespół                 | Czas     | Okr. |
| ----------- | -------------------- | ---------------------- | -------- | ---- |
| LMP2        | Kyffin Simpson       | #25 Algarve Pro Racing | 2:06,150 | 8    |
| LMP2 Pro/Am | Malthe Jakobsen      | #37 COOL Racing        | 2:06,042 | 70   |
| LMP3        | Matthew Richard Bell | #11 Eurointernational  | 2:13,990 | 16   |
| LMGTE       | Julien Andlauer      | #77 Proton Competition | 2:17,686 | 46   |
| Źródło      |                      |                        |          |      |